# Mount Eos
Mount Eos ist ein rund 2600 m hoher Berg mit unvereistem Gipfel im ostantarktischen Viktorialand. In den Admiralitätsbergen ragt er auf 7 km nördlich des Mount Adam auf. 
Der Geologe Bradley Field vom New Zealand Geological Survey, der ihn zwischen 1981 und 1982 erkundete, schlug die Benennung nach Eos vor, der Göttin der Morgenröte aus der griechischen Mythologie. Hintergrund dessen ist, dass sich vom Gipfel des Bergs eine beeindruckende Sicht auf Sonnenauf- und Untergänge bietet.